# Paul Wallot

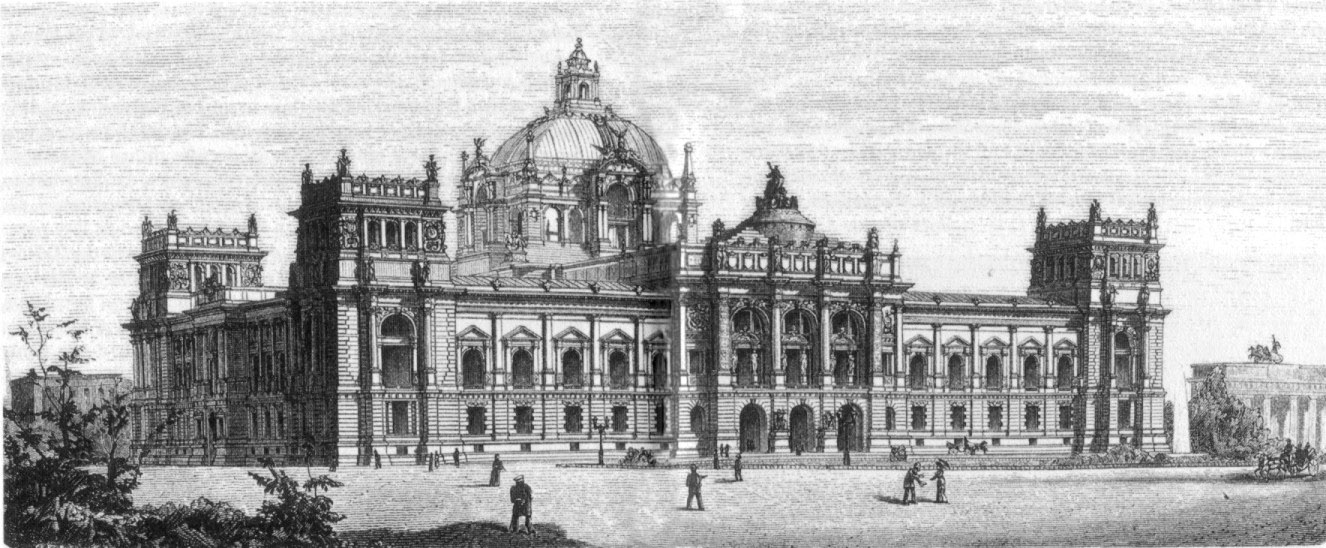
Projekt gmachu parlamentu Rzeszy w Berlinie, 1882

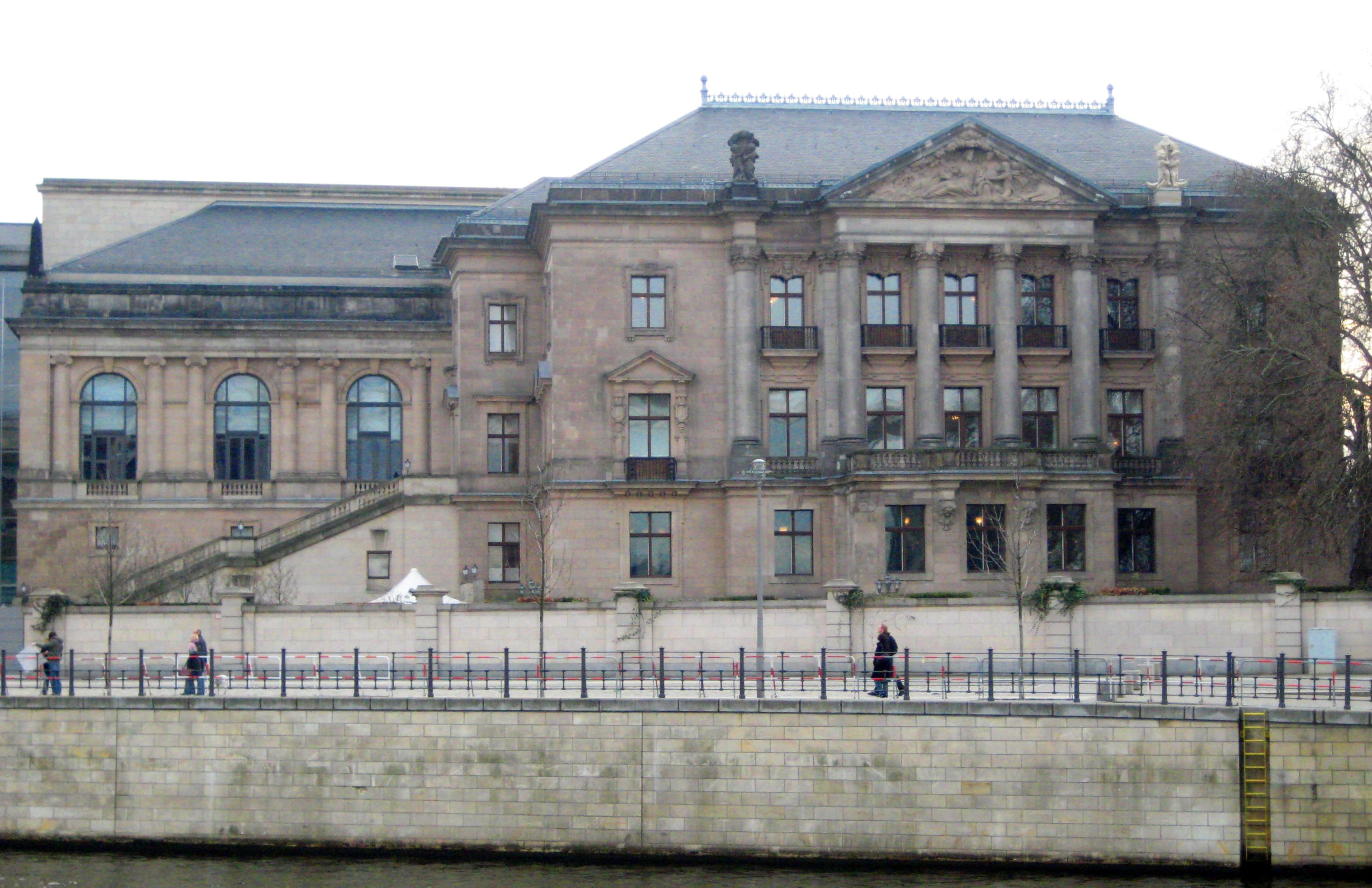
Pałac prezydenta parlamentu Rzeszy w Berlinie, 1897–1904

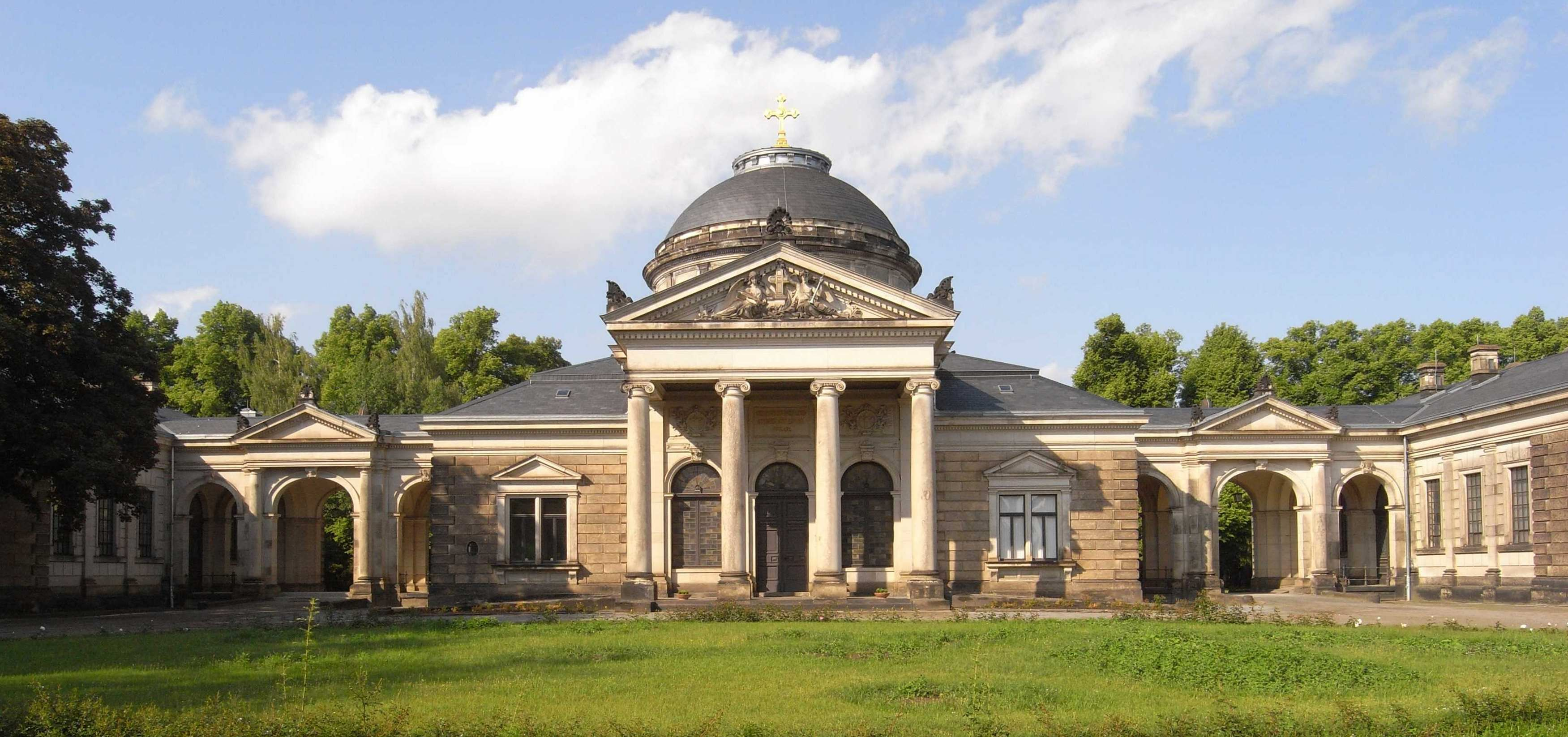
Dom pogrzebowy na cmentarzu Johannisfriedhof w drezdeńskiej dzielnicy Tolkewitz, 1894

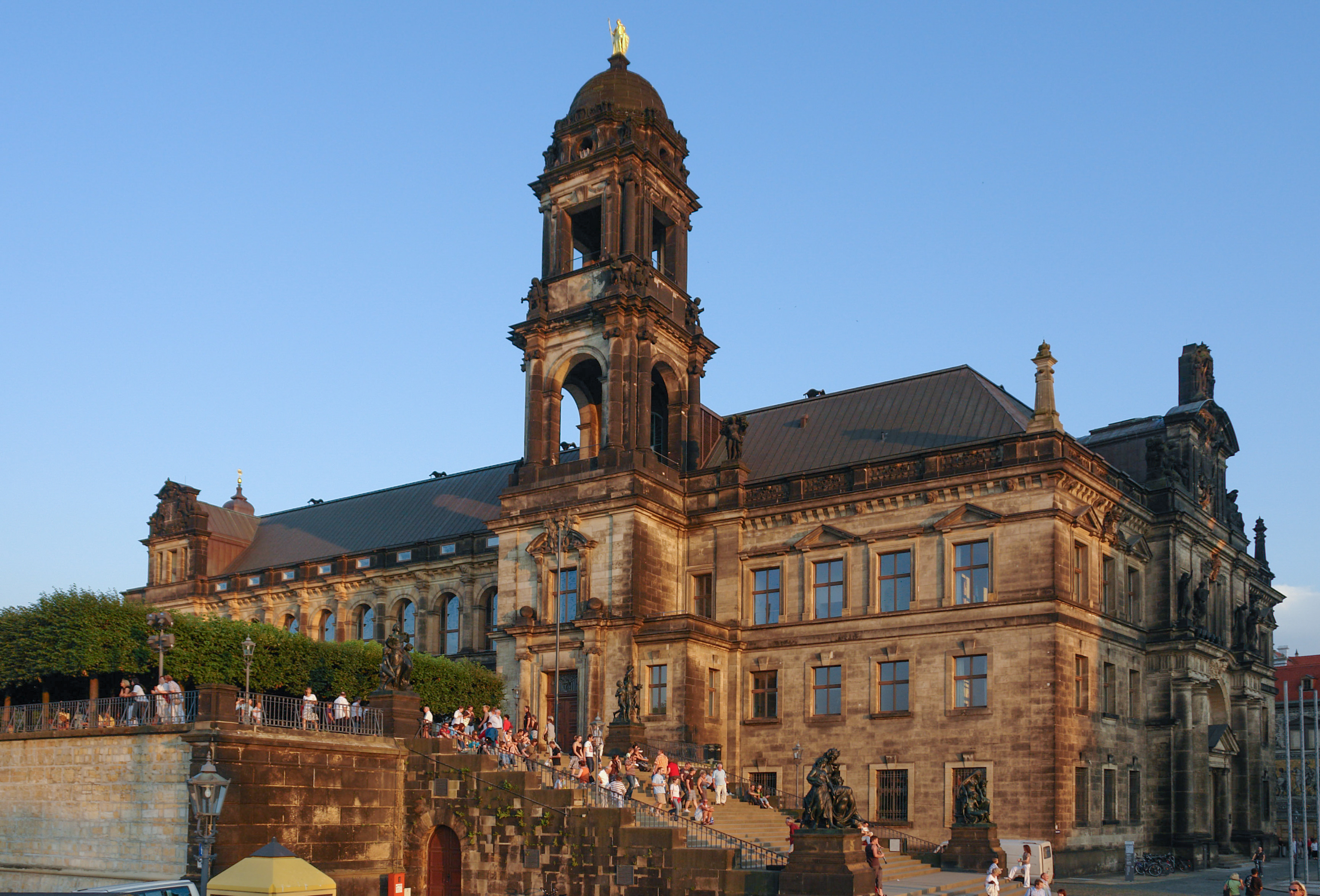
Ständehaus – była siedziba saksońskiego Landtagu w Dreźnie, 1901–1906

Johann Paul Wallot (ur. 26 czerwca 1841 w Oppenheim, zm. 10 sierpnia 1912 w Langenschwalbach) – niemiecki architekt, przedstawiciel neorenesansu. Budowniczy gmachu Reichstagu w Berlinie.

## Życiorys
Po ukończeniu studiów w Darmstadt i Hanowerze, w 1861 przybył do Berlina, gdzie podjął naukę w berlińskiej Akademii Budowlanej. Następnie zatrudniony w pracowniach Heinricha Stracka i Friedricha Hitziga, a także Martina Gropiusa i Richarda Lucaego. W 1868 podjął podróże studialne do Włoch i Anglii. Po powrocie osiadł we Frankfurcie nad Menem, otwierając własną pracownię architektoniczną. Wznosił budynki mieszkalne i kupieckie, których fasady projektował w stylu romańskim z ornamentyką renesansową. W 1872 po raz drugi pojechał do Włoch. Po powrocie uczestniczył w wielu konkursach. W 1876 otrzymał pierwszą nagrodę w konkursie na projekt zabudowań cmentarza w Dreźnie, a w 1881 trzecią nagrodę w konkursie na projekt mostu Stephanienbrücke w Wiedniu.

### Gmach parlamentu Rzeszy
Po powstaniu II Rzeszy Niemieckiej w 1871 do Reichstagu dołączyli parlamentarzyści państw południowoniemieckich i dotychczasowa siedziba nie była w stanie pomieścić wszystkich posłów. W 1871 powołano do życia parlamentarną komisję budowy Reichstagu, która otrzymała zadanie przygotowania budowy nowej siedziby parlamentu Rzeszy (niem. Reichstagsgebäude).
Problemy napotkano już przy wyborze odpowiedniej działki budowlanej. Po krótkich poszukiwaniach komisja zdecydowała o budowie po wschodniej stronie Königsplatz, dzisiejszego Placu Republiki (niem. Platz der Republik). Jednak w miejscu tym stał pałac hrabiego Atanazego Raczyńskiego, pruskiego dyplomaty i dziedzicznego członka pruskiej Izby Panów. Komisja założyła, że jej plany otrzymają wsparcie cesarza, a co za tym idzie zgodę Raczyńskiego, i w 1872 rozpisała konkurs międzynarodowy na gmach Reichstagu w tym miejscu. Konkurs, w którym wzięło udział ponad stu architektów (ok. 1/3 z zagranicy), został rozstrzygnięty w lipcu 1872. Wygrał projekt Ludwiga Bohnstedta z Gothy. Projekt ten spotkał się z powszechnym uznaniem, lecz nie mógł zostać zrealizowany ze względów organizacyjnych. Hrabia Raczyński wzbraniał się stanowczo przed sprzedażą parceli, a cesarz Wilhelm I nie skłaniał się ku wywłaszczeniu, choć wybór lokalizacji uważał za odpowiedni. Po śmierci hrabiego Raczyńskiego w 1874, pierwotna idea lokalizacji parlamentu po wschodniej stronie placu wydawała się być bliska realizacji. Jednak dopiero po wieloletnich negocjacjach z synem hrabiego Karolem Edwardem Raczyńskim udało się nabyć działkę w zamian za wysokie odszkodowanie.
W grudniu 1881 Reichstag zdecydował się zakupić działkę Raczyńskiego. Żywo dyskutowano kwestię powierzenia prac poza konkursem Ludwigowi Bohnstedtowi, by zmodernizował i zrealizował swój zwycięski projekt z 1872. Jednak w lutym 1882 zdecydowano się na rozpisanie nowego konkursu, tym razem, na prośbę Związku Niemieckich Architektów i Inżynierów, jedynie o zasięgu narodowym. Wysoka nagroda pieniężna gwarantowała szerokie zainteresowanie konkursem. Również Bohnstedt przystąpił do rywalizacji, jednak jego projekt pozostawał bez szans. Pośród 190 nadesłanych prac wyłoniono dwa zwycięskie projekty: Paula Wallota i Friedricha von Thierscha z Monachium. Ponieważ jednak Wallot uzyskał większą liczbę głosów za (19 z 21), to on otrzymał zamówienie publiczne.
W 1883 Wallot przeniósł się do Berlina, by nadzorować budowę gmachu. Kamień węgielny pod budowę położono 9 czerwca 1884.
Wallot rozwijał projekt w powszechnym wówczas stylu historycznym: architektura zewnętrzna bazowała na włoskim renesansie (prezentując styl neorenesansowy), połączonym z elementami renesansu niemieckiego, neobaroku a także modnymi wówczas konstrukcjami z żelaza i szkła (kopuła). Architektoniczna synteza Wallota nie była pozytywnie odbierana przez jemu współczesnych. Tradycjonaliści odrzucali elementy modernistycznej kopuły, a młodsi krytycy nie mogli zaakceptować masywnego, neorenesansowego prostopadłościanu. Szczególnie dotkliwą krytykę wyraził w 1922 ówczesny architekt miasta Berlina Ludwig Hoffmann, nazywając budynek "karawanem pierwszej klasy" (niem. Leichenwagen erster Klasse). Wilhelm II, od 1888 urzędujący cesarz, z początku miał bardzo pozytywny stosunek do budowy Reichstagu. Popierał Wallota, również w kwestii lokalizacji kopuły, chociaż ta miała być wyższa niż 67-metrowa kopuła berlińskiego pałacu miejskiego (niem. Berliner Stadtschloss) i była wyrazem żądań nielubianego przez cesarza parlamentu. Od ok. 1892 widoczna była jednak narastająca niechęć monarchy do projektu, który wyrażał się o nim: "szczyt braku smaku" (niem. Gipfel der Geschmacklosigkeit), “całkowicie niefortunna kreacja” (niem. völlig verunglückte Schöpfung) a nawet nieoficjalnie jako “małpiarnia Rzeszy” (niem. Reichsaffenhaus). Wobec Wallota odczuwał wyraźną osobistą awersję po tym, jak architekt odmówił przeprowadzenia kolejnych zmian w projekcie. Odmówił przyznania architektowi wielu odznaczeń, do których ten był nominowany. Swojemu zaufanemu Philippowi zu Eulenburgowi zwierzał się w liście, że udało mu się obrazić Wallota podczas osobistej audiencji.
Ostatni zwornik budowli położono 5 grudnia 1894. W ceremonii otwarcia gmachu uczestniczyło wojsko. Wallot osobiście oprowadził parę cesarską po nowej siedzibie parlamentu. Oficjalnie Wilhelm II wypowiadał się pozytywnie o budowli. Wallot został mianowany tajnym radcą budowlanym.
Wallot, zniesmaczony ciągłymi konfliktami, jakie narastały wokół budowy i gotowego już gmachu, objął profesurę na Akademii Sztuk Pięknych i w Wyższej Szkole Technicznej w Dreźnie (1884–1911). Do swojej śmierci w 1912 pozostał jednak konsultantem w sprawach wyposażenia i dzieł sztuki dla Reichstagu.

## Wybrane dzieła
- 1875 – dom przy Kaiserstrasse 25/ Neue Mainzer Strasse 26 we Frankfurcie nad Menem
- 1878 – dom przy Kaiserstrasse 10/10a we Frankfurcie nad Menem
- 1881 – dom dla E. R. Osterrieth przy Gutleutstrasse 89 we Frankfurcie nad Menem
- 1884–1918 – gmach parlamentu Rzeszy (niem. Reichstagsgebäude) w Berlinie
- 1897–1904 – pałac prezydenta parlamentu Rzeszy (niem. Reichstagspräsidialgebäude, także Reichstagspräsidentenpalais) w berlińskiej dzielnicy Tiergarten
- 1894 – dom pogrzebowy na cmentarzu Johannisfriedhof w drezdeńskiej dzielnicy Tolkewitz
- 1899 – dom dla radcy Gustava von Römhelda przy Alexandraweg 14 w Darmstadt
- przed 1900 – dom handlowy dla G. Neidlingera we Frankfurcie nad Menem
- 1901–1906 – dawny gmach saksońskiego Landtagu tzw. „Ständehaus“ (1907–1933) przy Tarasach Brühla w Dreźnie. Od 2001 siedziba drezdeńskiego wyższego sądu krajowego (niem. Oberlandesgericht)[13]